# يان توماس
يان توماس (9 مايو 1979 - ) (بالإنجليزية: Ian Thomas)‏ هو لاعب كريكت بريطاني.